# Mellangrund, Eckerö
Mellangrund är ett skär i Eckerö på Åland. Skäret ligger mellan öarna Storgrund och Södra Rönnskär 1 kilometer sydväst om Finbo.
Skärets area är 3,4 hektar och dess största längd är 300 meter i nord-sydlig riktning.